# Хемскерк, Теодорюс
Теодорюс «Тео» Хемскерк (нидерл. Theodorus (Theo) Heemskerk; 20 июля 1852, Амстердам, Нидерланды — 12 июня 1932, Утрехт, Нидерланды) — нидерландский государственный деятель, председатель Совета Министров Нидерландов (1908—1913).

## Биография

### Ранние годы
Родился в семье будущего премьер-министра Нидерландов Ян Хемскерка. Его младший брат, Ян Фредерик Хемскерк, избирался депутатом Второй палаты парламента, а тесть — Корнелис Хартсен занимал пост министра иностранных дел.
После непродолжительного обучения в Политехническом институте перешёл на юридический факультет Лейденского университета, который окончил в 1876 г., защитив с отличием диссертацию «О браках голландцев за границей». Затем до 1901 г. работал в качестве юриста в Амстердаме.
В этот период выступил соавтором комментария по голландскому Уголовному кодексу («Het Wetboek van Strafrecht in doorlopende aantekeeningen verklaard») (1880—1890). Он также был автором учебника 1931 года по вопросу о браке и семейном праве.
С 1889 по 1895 г. и в 1900 г. являлся членом муниципального совета Амстердама. В 1901—1908 гг. 1900 году он снова был членом муниципального совета Амстердама, а с 15 мая 1901 года по февраль 1908 г. муниципальным советником по финансам и общественным работам города Амстердама.

### Парламентская карьера
В мае 1882 года он начал свою национальную политическую карьеру с избрания депутатом провинциального парламента Северной Голландии, где он до 1908 г. представлял Антиреволюционную партию (АРП).
В 1888 г. он впервые избран депутатом Второй палаты Генеральных штатов, где до 1891 г. представлял избирательный округ Риддеркерк. В 1893—1897 и в 1901—1908 гг. переизбирался от различных округов.
В качестве члена АРП часто вступал в конфликт с Абрахамом Кёйпером, который с 1879 г. и до конца жизни возглавлял партию. Эти противоречия привели к тому, что он отказался занимать пост министра, когда Кёйпер в 1901 г. возглавил правительство страны. В то же время с 1903 по 1908 г. он возглавлял фракцию АРП во Второй палате Генеральных штатов.
С июля по сентябрь 1922 г. и с 1925 г. до конца жизни он вновь избирался депутатом Второй палаты, а в 1925—1929 гг. возглавлял фракцию АРП. Затем до конца жизни был заместителем её председателя.

### Министр и премьер-министр Нидерландов
В 1908—1913 гг. занимал пост председателя Совета министров Нидерландов. Находясь на этой должности, одновременно возглавлял несколько ведомств:
- 1908 г. — министр колоний,
- 1908—1913 гг. — министр внутренних дел,
- 1910 и 1913 г. — и. о. министра юстиции.

Во главе правительства особе внимание уделял борьбе с бедностью и введению прививок. Взял на себя ведущую роль в дискуссии о защите границ и хранении оружия. Также предпринял подготовительные меры к пересмотру конституции, в которых важный акцент был сделан на финансовом выравнивании государственного и специального образования.
После отставки с поста главы кабинета в сентябре 1913 г. был назначен членом Государственного совета, конституционного органа, консультирующего правительство.
В 1918—1925 гг. — министр юстиции Нидерландов. В этот период был введён в действие новый Уголовно-процессуальный кодекс (1921), пересмотрены нормы морского права (1924), а также внесены различные изменения в разделы Гражданского кодекса (правопреемство, свидетельские показания).
27 сентября 1926 г. королевой Вильгельминой ему было присвоено почётное звание государственного министра.